# لورين دي سيللي
لورين دي سيللي (بالفرنسية: Lorraine De Selle)‏ هي كاتبة سيناريو وممثلة فرنسية وإيطالية، ولدت في 1951 في إيطاليا.

## وصلات خارجية
- لورين دي سيللي على موقع IMDb (الإنجليزية)
- لورين دي سيللي على موقع ألو سيني (الفرنسية)
- لورين دي سيللي على موقع أول موفي (الإنجليزية)
- لورين دي سيللي على موقع قاعدة بيانات الفيلم (الإنجليزية)
- لورين دي سيللي على موقع كينوبويسك (الروسية)